# حوسان

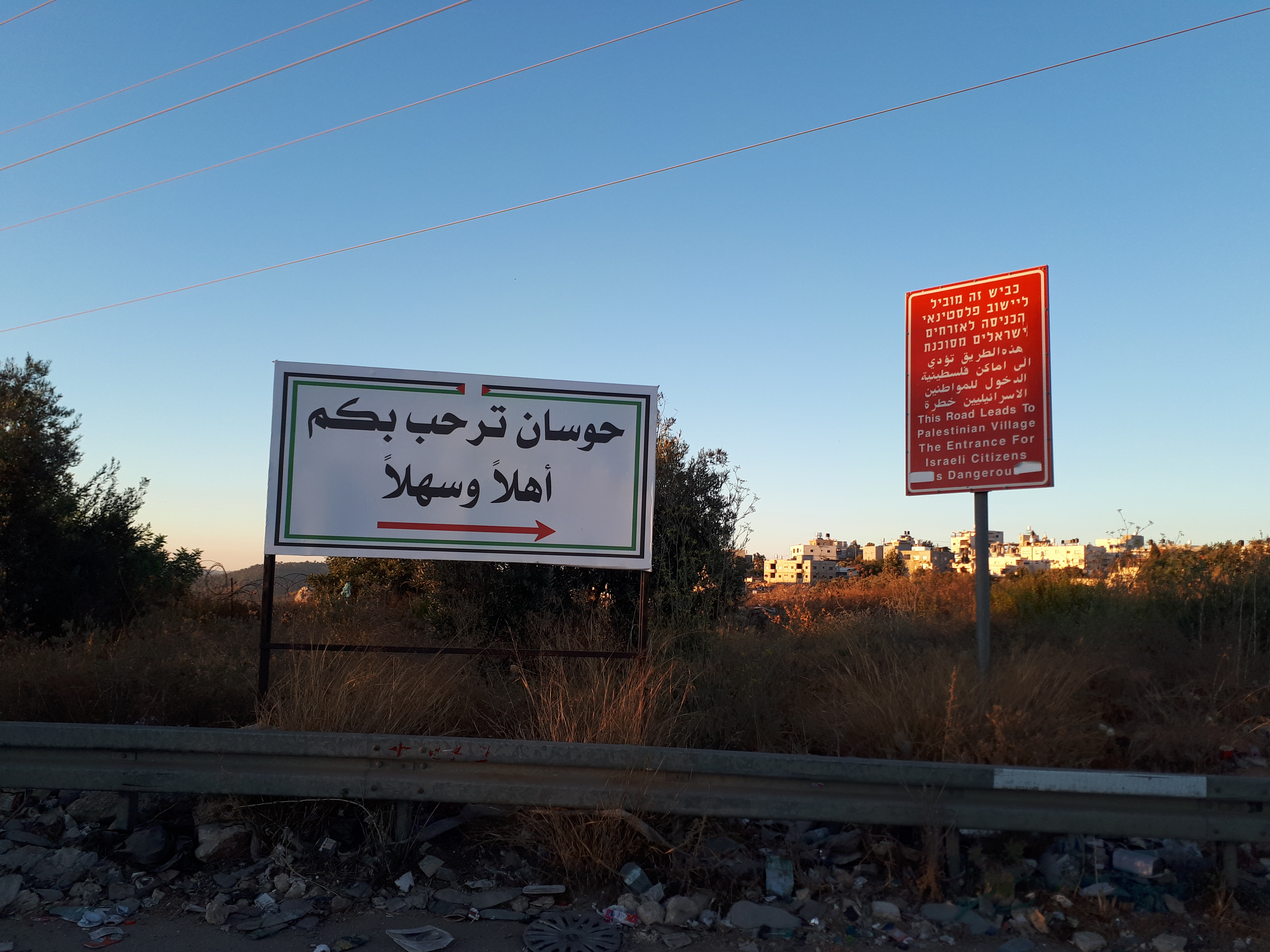
مدخل كفر حوسان من الغرب طريق 375

حوسان قرية فلسطينية من قرى محافظة بيت لحم، وتقع إلى الغرب من مدينة بيت لحم، وعلى بعد 5.6 كم هوائي منها (المسافة الأفقية بين القرية ومدينة بيت لحم). يحدها من الشرق بلدة الخضر، ومن الشمال قرية بتير، ومن الغرب قرية وادي فوكين والخط الأخضر (خط الهدنة عام 1949 م)، ومن الجنوب قرية نحالين. كانت في أيام الحكم التركي واحده من قرى العرقوب، التي بلغ عددها 24 قرية، ومن صف القيس أيضا، وتتبع لواء القدس الشريف، وبدء ذكرها بهذا الاسم بعد العام 1525م، كما قرء في السجلات التركية القديمة، وكانت قبل ذلك مسكونة أيام الرومان والحروب الصليبية، واسمها دير حسان، والفترة الإسلامية، وما زالت القبور المحفورة حتى تاريخ اليوم في خربة أم الشقف منذ القرن الثالث الميلادي موجودة، حيث تقع شرق القرية، وهناك خرب أخرى منها أم القلعة والجواريش وقديس والكنيسة وحمدان والخمسة.
تقع قرية حوسان على ارتفاع 804 مترا فوق سطح البحر، ويبلغ المعدل السنوي للأمطار فيه حوالي 688 ملم، أما معدل درجات الحرارة فيصل إلى 16 درجة مئوية، ويبلغ معدل الرطوبة النسبية حوالي 61%، سجل لها في الطابو التركي 7252 دنم، وكانت تزرع بالحبوب والاشجار المثمره، والخضراوات، وتستغل لرعي المواشي، وقد بيع قسم منها لاهالي الخضر ونحالين في العهدين التركي والبريطاني، تتميز قرية حوسان بوفرة ينابيع المياه الاثرية فيها، وطبيعة الأرض الزراعية الخصبة والجبلية ما جعلها منطقة مستهدفة من قبل الاحتلال، حيث قضمت أكثر من 70% من اراضيها لبناء مستوطنة «بيتار عيليت»، وبلغت مساحة القرية الاصلية 13.000 دونم فيما يعيش اهالي القرية البالغ عددهم ما يقارب 7500 نسمة بحسب احصائيات عام 2009 م على مساحة 3000 دونم فقط.

## المؤسسات.
تم تأسيس المجلس القروي عام 1996م، لإدارة قرية حوسان، حيث يقوم بإدارة المجلس القروي، ومن مسؤوليات المجلس القروي التي يقوم بها، ما يلي:
1 -توفير خدمات البنية التحتية.
2 -جمع النفايات، شق وتعبيد الطرق، تنظيف الشوارع، وتقديم الخدمات الاجتماعية.
3 -حماية المواقع الأثرية والتاريخية.
4 -تنفيذ مشاريع وإعداد دراسات خاصة بالقرية.
في حوسان حاليا 10 أعضاء كما ويوجد فيها 3 مساجد، و3 مدارس للذكور، و2 مدرستين للإناث، وأيضا فيها 3 روضات لـ 2400 طالب. أما بالنسبة للعلاج فهم يتلقون العلاج في عيادة صحية تابعة لوزارة الصحة، الا انها غير كافية ولا تقدم العلاج الكافي للمواطنين لكن هي بحاجة لتطوير وتأهيل وتوسعة. كما يوجد في القرية ملعب كرة قدم رياضي خماسي مجهز بالإنجيل الصناعي.
وتتميز قرية حوسان، بوجود مركز خاص للأشخاص ذوي الإعاقة في بناية المجلس، تم انشاءه بالتعاون مع الجمعية العربية للتأهيل في مدينة بيت جالا، منذ أكثر من عام، حيث يوفر مساحة حرة لهؤلاء الأشخاص يتضمن التدريب والتأهيل والتعليم للطلاب والطالبات من سن 13 عاما فما فوق.
ويحتوي المركز على اقسام للطلبة للأعمال اليدوية والرسم وإعادة تصنيع الورقة وصناعة تحف واطارات للصور وصناعة الدروع التكريمية وغيرها.
يوجد في قرية حوسان ثلاثة مساجد، وهي مسجد «أبو بكر الصديق»، ومسجد «مصعب بن نصير»، ومصلى الزاوية.

## التعليم.
بلغت نسبة الأمية لدى سكان قرية حوسان عام 2007، حوالي 3.5 % وقد شكلت نسبة الإناث 4.73 %، ومن مجموع السكان المتعلمين 6.10 % يستطيعون القراءة والكتابة، 8.26 % انهوا دراستهم الابتدائية، 39 %، انهوا دراستهم الإعدادية 7.15 % انهوا دراستهم الثانوية، و8.6 % انهوا دراستهم العليا.

## وصلات خارجية
حوسان في موقع فلسطين في الذاكرة